# Molucche Settentrionali
Le Molucche Settentrionali (Indonesiano: Maluku Utara) sono una provincia dell'Indonesia che si estende sulla parte settentrionale dell'omonimo arcipelago, diviso tra questa provincia e la provincia delle Molucche. La capitale è Sofifi, sull'isola di Halmahera, mentre il centro più grande è Ternate, capitale fino al 2010.

## Storia

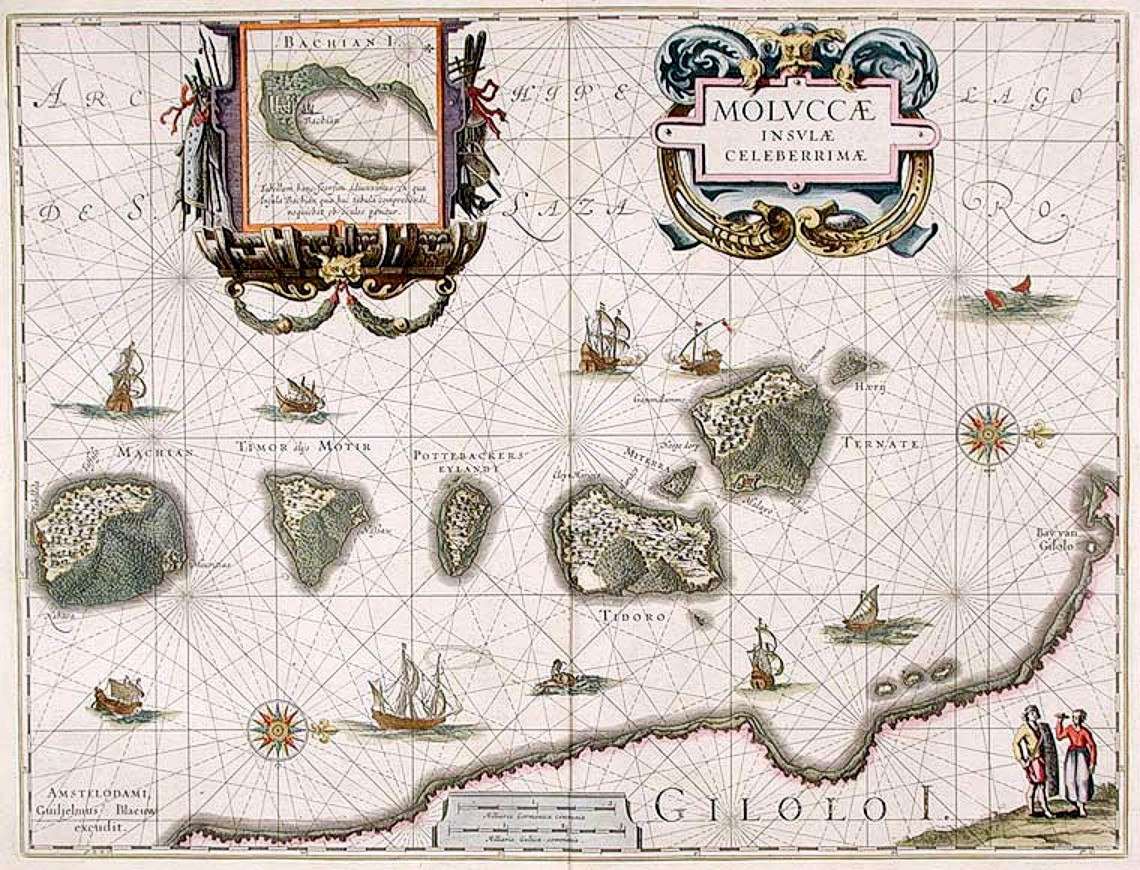
Mappa del 1630 con le isole di Makian (Machian), Moti (Motik), Mare (Pottebackers), Tidore, Maitara (Miterra), Ternate, Hiri (Herij) e Gilolo (Halmahera)

Nel XVI e XVII secolo, le Molucche settentrionali erano note come isole delle spezie. A quel tempo, la regione era l'unica fonte di chiodi di garofano. Gli olandesi, i portoghesi, gli spagnoli e i regni locali di Ternate e Tidore combattevano fra loro per il controllo del lucroso commercio di questa spezia. Col tempo gli alberi dei chiodi di garofano sono stati trasportati e trapiantati in tutto il mondo e la domanda di chiodi di garofano verso le isole originali è cessata, riducendo di molto l'importanza internazionale di delle Molucche Settentrionali.

## Geografia fisica
La provincia si estende su un'area totale di 140.255,32 km² di cui 33.278 km² emersi. La popolazione è di 1.035.478 abitanti, facendo delle Molucche Settentrionali una delle province meno popolose dell'Indonesia.

## Geografia antropica

### Suddivisioni amministrative
La provincia è divisa amministrativamente in otto reggenze (kabupaten) e due municipalità (kota):
- Reggenza di Halmahera Occidentale (Jailolo)
- Reggenza di Halmahera Centrale (Soasiu)
- Reggenza di Halmahera Meridionale (Labuha)
- Reggenza di Halmahera Orientale (Maba)
- Reggenza di Halmahera Settentrionale (Tobelo)
- Reggenza delle Isole Sula (Sanana)
- Reggenza dell'isola di Taliabu (Bobong)
- Reggenza dell'Isola Morotai (Daruba)
- Ternate
- Tidore